# Christophe Malavoy
Pour les articles homonymes, voir Malavoy.
Christophe Malavoy est un acteur et réalisateur français, né le 21 mars 1952 à Reutlingen (Allemagne).

## Biographie
Christophe Jean Benoit Malavoy naît en 1952 en Allemagne où son père, officier de l'armée française, est alors en poste. Élève à l'école de la rue Blanche à Paris, il échoue par la suite au concours d'entrée du Conservatoire national supérieur d'art dramatique. Il débute au théâtre dans la compagnie KHI, dirigée par Stuart Seide, un jeune metteur en scène américain qui réactualise radicalement les pièces du théâtre élisabéthain.
Après un premier petit rôle au cinéma en 1975 dans Soldat Duroc, ça va être ta fête de Michel Gérard, ce sont les films de Michel Deville qui, à partir de 1978, le révèlent véritablement. Pierre Schoendoerffer l'engage pour L'Honneur d'un capitaine en 1982, aux côtés de Jacques Perrin (dans les flashbacks), de Nicole Garcia, Charles Denner, Claude Jade et Georges Wilson en témoin au procès de la diffamation.
En 1983, il reçoit le César du meilleur espoir pour Family Rock de José Pinheiro. Dans les années 1980, il tient la vedette de Péril en la demeure de Michel Deville, encore avec Nicole Garcia, Bras de fer avec Bernard Giraudeau, La Soule avec Richard Bohringer ou bien encore de De guerre lasse de Robert Enrico.
On le remarque aussi bien dans la comédie de Claude Zidi, Association de malfaiteurs, que dans l'univers de Claude Chabrol (Le Cri du hibou).
En 1985, il reçoit le prix Jean-Gabin, puis est nommé au César du meilleur acteur pour La Femme de ma vie de Régis Wargnier.
Dans les années 1990, il se tourne vers la télévision. Il interprète le rôle-titre de L'Affaire Seznec dans le téléfilm d'Yves Boisset en 1993.
Il réalise pour la télévision La Ville dont le prince est un enfant adapté de Montherlant, Ceux qui aiment ne meurent jamais (d'après son roman Parmi tant d'autres), puis un long métrage Zone libre en 2007.
Il est parrain de l'association SOS Amitié.
En 2004, Christophe Malavoy réalise le film Ceux qui aiment ne meurent jamais, inspiré de l'histoire de son grand-père André Malavoy, mort en Champagne en 1915. En 2016, à Verdun, il parraine le rosier Garance, créé en souvenir des combattants de la Première Guerre mondiale,,.

### Vie privée
Christophe et son épouse Isabelle, née en 1958, se rencontrent en 1980 sur le tournage du Cheval d'orgueil réalisé par Claude Chabrol. Christophe est simple visiteur, Isabelle fait de la figuration.
Ils se marient en 1983 et ont trois enfants : Camille (1984), attachée de presse ; Romain (1986), premier assistant chef opérateur ; Pauline (1992), écrivain.

## Filmographie

### En tant qu'acteur

#### Cinéma
- 1975 : Soldat Duroc, ça va être ta fête de Michel Gérard : un soldat
- 1978 : Le Dossier 51 de Michel Deville : l'agent 8956
- 1978 : Les héros n'ont pas froid aux oreilles de Charles Nemes : le conducteur de la R5
- 1980 : Le Voyage en douce de Michel Deville : L'homme du train
- 1981 : Ma femme s'appelle reviens de Patrice Leconte : Terry
- 1982 : L'Honneur d'un capitaine, de Pierre Schoendoerffer : Automarchi
- 1982 : Family Rock de José Pinheiro : Christophe
- 1982 : La Balance de Bob Swaim : Tintin
- 1983 : La Scarlatine de Gabriel Aghion : Jacques Dubois
- 1984 : Souvenirs, Souvenirs d'Ariel Zeitoun : Rego Boccara/John B. Cutton
- 1984 : Péril en la demeure de Michel Deville : David Aurphet
- 1984 : Le Voyage de Michel Andrieu : Thomas
- 1985 : L'Arbre sous la mer de Philippe Muyl : Mathieu
- 1985 : Bras de fer de Gérard Vergez : Pierre Wagnies alias Augustin
- 1986 : La Femme de ma vie de Régis Wargnier : Simon
- 1987 : Association de malfaiteurs de Claude Zidi : Gérard
- 1987 : Le Cri du hibou de Claude Chabrol : Robert
- 1987 : De guerre lasse de Robert Enrico : Charles Sambrat, le directeur d'une usine à chaussures
- 1988 : Deux minutes de soleil en plus de Gérard Vergez : Vic
- 1989 : La Soule de Michel Sibra : Pierre Cursey
- 1990 : Jean Galmot, aventurier d'Alain Maline : Jean Galmot
- 1990 : Rébus (Rebus) de Massimo Guglielmi : Carabas
- 1991 : Madame Bovary de Claude Chabrol : Rodolphe Boulanger
- 1992 : Les Amusements de la vie privée de Cristina Comencini : Honoré de Dumont
- 1992 : Juste avant l'orage de Bruno Herbulot : Ferdinand
- 1994 : Des feux mal éteints de Serge Moati : le capitaine Vergèze
- 1997 : L'Homme idéal de Xavier Gélin : Fabrice
- 1997 : C'est la tangente que je préfère de Charlotte Silvera : le père de Sabine
- 1998 : Je taim (court-métrage) : le père
- 1999 : Le Nuage de Fernando Solanas
- 2004 : Le Dernier Jour de Rodolphe Marconi : Jean-Louis
- 2010 : Vivre jusqu'au bout... : le directeur de l'hospice (voix)
- 2011 : Bienvenue à Monte-Carlo (Monte Carlo) de Thomas Bezucha : Bernard Marchand
- 2011 : La Délicatesse de David Foenkinos et Stéphane Foenkinos : Père de Nathalie
- 2012 : Ludwig II. de Peter Sehr : Napoléon III
- 2013 : 16 ans... ou presque de Tristan Séguéla : Dominique Mustier

#### Télévision
- 1976 : Les Mystères de Loudun de Gérard Vergez (téléfilm) : le geôlier
- 1977 : L'Enlèvement du régent - Le chevalier d'Harmental de Gérard Vergez (téléfilm) : duc de Richelieu
- 1979 : Les Amours de la Belle Époque de Jeannette Hubert (série télévisée) : le baron
- 1981 : L'Ennemi de la mort de Roger Kahane (série télévisée) : M. de Bretout
- 1984 : Pêchés originaux (série télévisée) : Raoul
- 1985 : Série noire (série télévisée), Meurtres pour mémoire : Cadin
- 1985 : La Dérapade d'Étienne Périer (téléfilm)
- 1988 : Le cauchemar de Méliès / Méliès 88: Rêve d'artiste de Pierre Étaix (téléfilm) : Méliès/le Diable
- 1988 : Médecins des hommes, épisode Les Karens, le pays sans péché : François
- 1991 : D'Artagnan de Pierre Cavassilas (téléfilm) : D'Artagnan
- 1991 : Le Dernier Lien de Joyce Buñuel (téléfilm) : Frank
- 1993 : L'Affaire Seznec d'Yves Boisset (téléfilm) : Guillaume Seznec
- 1993 : Échec et mat de José María Sánchez (téléfilm) : Artaud
- 1993 : Chute libre d'Yves Boisset (téléfilm) : Etchepare
- 1994 : L'Île aux mômes de Caroline Huppert (téléfilm) : Éric
- 1994 : Rapt à crédit de Pierre Boutron (téléfilm) : 'Jet' Topaz
- 1994 : Le Paradis absolument de Patrick Volson (téléfilm) : Gérard
- 1996 : Une fille à papas de Pierre Joassin (téléfilm) : Bertrand
- 1996 : Les Amants de rivière rouge d'Yves Boisset (série télévisée) : Monge
- 1997 : Les Grands Enfants de Denys Granier-Deferre (téléfilm) : Julien
- 1997 : La Ville dont le prince est un enfant de Christophe Malavoy (téléfilm) : l'abbé de Pradts
- 1998 : L'Enfant et les Loups de Pierre-Antoine Hiroz (téléfilm) : Antoine
- 1998 : Un camion pour deux de Dominique Tabuteau (téléfilm) : Paul Monrad
- 1999 : Voleur de cœur de Patrick Jamain (téléfilm) : Bruno
- 1999 : Jésus de Serge Moati (téléfilm) : Caïphe
- 2000 : Femmes de loi, épisode Justice d'une mère : Marc Vandermans
- 2000 : Cévennes de Patrick Jamain (série télévisée) : Cévennes
- 2001 : Juliette : service(s) compris de Jérôme Foulon (téléfilm) : François
- 2002 : Jean Moulin d'Yves Boisset (téléfilm) : commandant Manhes
- 2002 : La Vie au grand air de François Luciani (téléfilm) : Bernard Kérouac
- 2003 : Les Aventures fantastiques du commandant Cousteau (série télévisée) : commandant Cousteau
- 2004 : Ceux qui aiment ne meurent jamais de Christophe Malavoy (téléfilm) : André
- 2004 : Table rase d'Étienne Périer (téléfilm) : Charles
- 2004 : Mon fils cet inconnu de Caroline Huppert (téléfilm) : Marc Chambon
- 2005 : Clara Sheller de Renaud Bertrand (série télévisée) : Bertrand
- 2006 : Laura de Jean-Teddy Filippe (série télévisée) : Max Fontaine
- 2007 : Dombais et fils de Laurent Jaoui (téléfilm) : Charles Dombais
- 2009 : De feu et de glace de Joyce Buñuel (téléfilm) : Jacques Rocaille
- 2009 : 12 balles dans la peau pour Pierre Laval de Yves Boisset : Pierre Laval
- 2010 : L'Ombre du Mont-Saint-Michel de Klaus Biedermann (téléfilm) : Dominique Vernon
- 2010 : Kennedys Hirn de Urs Egger (téléfilm) : Aron Cantor
- 2011 : Mission sacrée de Daniel Vigne (téléfilm) : Le préfet Caillonce
- 2013 : La Croisière de Jeanne Le Guillou et Pascal Lahmani (série) : Le commandant
- 2014 : Cherif, épisode Code d'honneur : Le Général Pascal de Roquebrune
- 2014 : RIS police scientifique, épisode Chute libre : Grégory Pratt
- 2015 : Rose et le soldat de Jean-Claude Barny (téléfilm) : Amiral Robert
- 2015 : Commissaire Magellan, épisode Mort aux enchères : Gabriel Meurisse
- 2016 : Camping Paradis (saison 7, épisode 7 : Retrouvailles au camping) : Jean
- 2017 : Péril blanc d'Alain Berliner : Georges Kessler
- 2017 : Mystère Place Vendôme de Renaud Bertrand : César Ritz
- 2022 : Je te promets (saison 2)

### En tant que réalisateur
- 1997 : La Ville dont le prince est un enfant (téléfilm)
- 2003 : Le Jour du destin de Michel Del Castillo, mise en scène Jean-Marie Besset et Gilbert Désveaux, captation de la pièce
- 2004 : Ceux qui aiment ne meurent jamais (téléfilm)
- 2007 : Zone libre

## Théâtre

### Comédien
- 1974 : Troïlus et Cressida de William Shakespeare, mise en scène Stuart Seide, théâtre de l'École normale supérieure, TNP
- 1975 : Dommage qu'elle soit une putain de John Ford, mise en scène Stuart Seide, Théâtre des Quartiers d'Ivry, Théâtre des Amandiers
- 1976 : Mesure pour mesure de William Shakespeare, mise en scène Stuart Seide
- 1977 : Sigismond de Jean-Jacques Tarbes, mise en scène Étienne Bierry, Théâtre de Poche Montparnasse
- 1989 : D'Artagnan d'après Alexandre Dumas, mise en scène Jérôme Savary
- 1993 : Ce qui arrive et ce qu'on attend de Jean-Marie Besset, mise en scène Patrice Kerbrat, Théâtre de la Gaîté-Montparnasse
- 1994 : La Ville dont le prince est un enfant de Henry de Montherlant, mise en scène Pierre Boutron, Théâtre Hébertot
- 1998 : Deux sur la balançoire de William Gibson, mise en scène Stéphane Hillel, Théâtre Montparnasse
- 2003 : Le Jour du destin de Michel Del Castillo, mise en scène Jean-Marie Besset et Gilbert Désveaux, Théâtre Montparnasse
- 2006 : N'écoutez pas, mesdames ! de Sacha Guitry, mise en scène Patrice Kerbrat, Théâtre Comédia
- 2007 : Confidences trop intimes de Jérôme Tonnerre, mise en scène Patrice Leconte, Théâtre de l'Atelier
- 2007-2009 : Gary/Ajar d'André Asséo, mise en scène Christophe Malavoy, Théâtre du Chêne Noir
- 2008 : Confidences trop intimes de Jérôme Tonnerre, mise en scène Patrice Leconte, Théâtre du Gymnase, Théâtre des Célestins, tournée
- 2011 : Madame Butterfly de Giacomo Puccini, mise en scène Christophe Malavoy, au parc de Sceaux, tournée
- 2013 : Sacha de Cyril Gely, mise en scène Anne Bourgeois, Théâtre Hébertot
- 2014 : Big Apple d'Isabelle Le Nouvel, mise en scène Niels Arestrup, Théâtre de l'Ouest parisien, Théâtre de Paris
- 2014 : Qui se souviendra..., de et mise en scène Christophe Malavoy, tournée à l'occasion du centenaire de la Première Guerre mondiale
- 2016 - 2020 : La Légende du saint buveur de Joseph Roth, mise en scène Christophe Malavoy, Théâtre Le nez rouge à Paris en 2016, Théâtre du Chêne noir à Avignon en 2019[5] puis Théâtre du Petit Montparnasse à Paris en 2020
- 2017 - 2018 - 2019 : Fausse Note de Didier Caron, mise en scène Didier Caron et Christophe Luthringer, avec Tom Novembre, tournée, Festival d'Avignon off, théâtre Michel
- 2024 : Les Enchanteurs, spectacle musical de Christophe Malavoy, Théâtre des Gémeaux festival off d'Avignon

### Mise en scène
- 2007-2009 : Gary/Ajar d'André Asséo, théâtre du Chêne noir
- 2011 : Madame Butterfly de Giacomo Puccini, parc de Sceaux, tournée
- 2014 : Qui se souviendra..., de Christophe Malavoy, tournée à l'occasion du centenaire de la Première Guerre mondiale
- 2016-2020 : La Légende du saint buveur de Joseph Roth, théâtre Le nez rouge à Paris en 2016, théâtre du Chêne noir à Avignon en 2019[5]

## Publications
- 1993 : D'étoiles et d'exils, récit, Flammarion
- 1996 : Parmi tant d'autres, roman, Flammarion - prix du Livre de l'été, Metz 1997
- 1997 : J'étais enfant pendant la guerre de 14-18, éditions du Sorbier
- 1999 : La Brûlure du jour, Presses de la Renaissance
- 2001 : À hauteur d'homme, récit, Flammarion
- 2011 : Céline : même pas mort !, essai, Balland
- 2012 : Madame Céline, route des Gardes, coécrit avec Pierre-Guillaume de Roux
- 2012 : Montherlant aujourd'hui, Les Éditions de Paris, collectif
- 2014 : préface de La Grande Guerre au cinéma de Josépha Laroche, L'Harmatthan
- 2014 : Mon père, soldat de 14-18, illustré par Hubert Van Rie, La Martinière Jeunesse
- 2015 : La Cavale du Dr Destouches, adaptation de plusieurs romans de Louis-Ferdinand Céline, mis en images par Gaëtan et Paul Brizzi, éditions Futuropolis
- 2021 : L.-F. Céline : les Années noires, roman graphique, illustration José Correa, éditions de l'Observatoire

## Distinctions

### Décoration
- Chevalier de la Légion d'honneur (2015)[6]

### Récompenses
- César 1983 : César du meilleur espoir masculin pour Family Rock
- Prix Jean-Gabin 1985

### Nominations
- César 1987 : César du meilleur acteur pour La Femme de ma vie
- César 1988 : César du meilleur acteur pour De guerre lasse